# エヌ・エス ルブリカンツ
エヌ・エス ルブリカンツ株式会社（エヌ・エスルブリカンツ　英語社名：N･S LUBRICANTS CO.,LTD.）とは、潤滑油専業メーカーの日興産業と石油元売昭和シェル石油とが共同出資した、東京都千代田区に本社を置く、工業用潤滑油専業メーカーである（昭和シェル石油は当社設立を以って自社の金属加工油営業権のすべてを当社に営業譲渡した）。
金属加工油（切削油、塑性加工油）、防錆油、洗浄油の自社ブランド製品を国内外の大手メーカーに販売している。

## 事業所
- 本社・東日本エリア：東京都千代田区丸の内3-4-1 新国際ビル
- 中部エリア：愛知県名古屋市中区栄4-16-8
- 西日本エリア：大阪府大阪市西淀川区御幣島3-15-1

## 沿革
- 1999年　東京都中央区において創業
- 2012年　本店所在地を東京都千代田区に移転